# Trenton Titans
Die Trenton Titans waren ein US-amerikanisches Eishockeyfranchise aus Trenton, New Jersey, das von 1999 bis 2013 in der ECHL spielte. Besitzer der Mannschaft war die Blue Line Sports LLC. Als Kooperationspartner der Titans dienten die Philadelphia Flyers aus der National Hockey League sowie deren AHL-Farmteam, die Adirondack Phantoms. Ihre Heimspiele bestritten die Trenton Titans im 7.605 Zuschauer fassenden Sun National Bank Center.

## Geschichte
Gegründet wurden die Trenton Devils im Jahre 1999 unter dem Namen Trenton Titans, nachdem die ECHL bereits 1996 beschlossen hatte, die Liga zu Gunsten einer Mannschaft in Trenton zu erweitern. Die Titans waren zunächst das Farmteam des NHL-Teams Philadelphia Flyers und deren AHL-Farmteam Philadelphia Phantoms, ehe sie zur Saison 2005/06 einen Einjahresvertrag mit den New York Islanders und deren Farmteam Bridgeport Sound Tigers abschlossen, da die Islanders für ihr bisheriges ECHL-Farmteam in Biloxi, Mississippi einen Ersatz suchten, da Biloxi aufgrund von Schäden durch den Hurricane Katrina nicht als Spielort zur Verfügung stand.

Logo der Trenton Devils (2007–2011)

Ab der Saison 2006/07 war Trenton das Farmteam der New Jersey Devils, und am 18. Mai 2007 wurde die Umbenennung in Trenton Devils bekannt gegeben. Den größten Erfolg feierte das Team, als sie in der Saison 2004/05 den Kelly Cup mit 4:2-Siegen gegen die Florida Everblades gewinnen konnten. Bereits in der Saison 2000/01 erreichten sie das Kelly-Cup-Finale, unterlagen dort jedoch den South Carolina Stingrays in der Serie mit 4:1.
Vor der Saison 2011/12 gaben die New Jersey Devils bekannt, dass ihr Farmteam Trenton Devils mit sofortiger Wirkung den Spielbetrieb einstellt. Als ausschlaggebende Gründe wurden vor allem die zurückgehende Zuschauerresonanz sowie die finanziellen Verluste, die die Devils in den letzten Jahren erlitten hatten, genannt.
Kurze Zeit später bemühte sich eine Unternehmergruppe das Franchise der Trenton Titans, welches der ursprüngliche Name des Teams gewesen war, zurück in die ECHL zu führen. Noch im selben Monat wurde das Franchise durch die Blue Line Sports LLC erworben und am 28. Juli 2011 eine Kooperation mit den Philadelphia Flyers aus der National Hockey League verkündet. Das Team wurde in die Atlantic Division der Eastern Conference zugeteilt, nahm per sofort den Spielbetrieb wieder auf und behielt den ursprünglichen Spielplan für die Saison 2011/12 der Trenton Devils. Anfang August 2011 wurde mit Vince Williams ein neuer Cheftrainer vorgestellt, nachdem Kevin Dean das Team zuvor verlassen hatte.
Nach der Saison 2012/13 stellte das Team den Spielbetrieb mit sofortiger Wirkung ein.